# اچ‌ام‌اس سی۹
اچ‌ام‌اس سی۹ (به انگلیسی: HMS C9) یک زیردریایی بود که طول آن ۱۴۳ فوت ۲ اینچ (۴۳٫۶۴ متر) بود. این زیردریایی در سال ۱۹۰۷ ساخته شد.